# Leroy Merlin
Leroy Merlin és una multinacional francesa especialitzada en bricolatge, construcció, decoració i jardineria instal·lada en 13 països. Des de la seva arribada a Espanya el 1987, ha crescut a un ritme mitjà de més de 2 establiments l'any; i actualment compta amb 74 punts de venta i més de 10.000 treballadors/es, dels quals un 93,6 % són accionistes de la companyia.
El 2017, Leroy Merlin Espanya va assolir una facturació de 2.046 milions d'euros.
La mida de la superfície de venda dels seus establiments oscil·la entre els 2.000 i els 14.000 m², amb 41.000 productes a botiga i 150.000 referències sota comanda. Actualment, Leroy Merlin és present en totes les comunitats autònomes d'Espanya i rep més de 67 milions de visitants l'any. A Catalunya, el 2008 es publicà un estudi de la Plataforma per la Llengua que incloïa Leroy Merlin entre les «empreses amb dèficits importants que no ha[n] avançat en l'ús del català».
El 2022 fou una de les empreses de l'Association Familiale Mulliez criticades per aprofitar l'èxode massiu de companyies del mercat rus que seguí la invasió russa d'Ucraïna per expandir la seva presència a Rússia, fins i tot després que un bombardeig rus destruís una botiga de la marca i en matés un treballador el 20 de març.